# Saburō Ōkita
Saburō Ōkita (大来 佐武郎 Ōkita Saburō?,  3 de noviembre de 1914, Lü-ta, Manchuria, China – 9 de febrero de 1993, Tokio, Japón) fue un economista, que ocupó altos cargos  en el gobierno japonés, incluyendo haber sido Ministro de Relaciones Exteriores (1979-1980). 
Ōkita se graduó en la Universidad Imperial de Tokio (actualmente Universidad de Tokio). En 1937 se desempeñó como ingeniero en el Ministerio de Correo. Posteriormente desempeñó numerosos cargos públicos burocráticos, entre ellos jefe de investigaciones para el Consejo de Estabiización Económica en 1947, jefe de la unidad de cooperación económica de la Agencia de Planificación Económica (EPA) en 1953, luego director general de la Oficina de Planificación de ese organismo en 1957, y en 1963 director general de la oficina de desarrollo del EPA. En todos esos cargos jugó un importante papel bajo el pan económico de entonces primer ministro Ikeda Hayato, decisivo para la reconstrucción económica de Japón luego de la Segunda Guerra Mundial. En 1964 Ōkita fue designado presidente del Centro de Investigaciones Económicas de Japón, desempeñándose como gerente general entre 1973 to 1979. Entre 1979 y 1980 fue ministro de Relaciones Exteriores de su país.
Luego de ello fue presidente de la Universidad Internacional de Japón, asesor de Ministerio de Relaciones exteriores en 1982, y en 1989 presidente de Instituto de Estudios Políticos y Nacionales en Tokio.
En 1971 recibió el Premio Ramón Magsaysay por el Entendimiento Internacional, en 1985 fue nombrado miembro de la Orden de Australia, y en 1986 recibió e Gran Cordón de la Orden del Sol Naciente. Ha recibido también el Premio Indira Gandhi.

## Obras
- The Future of Japan's Economy (1960)
- Economic Planning (1962)
- Future Vision for the Japanese Economy (1968)
- Japan and the World Economy (1975)
- Developing Economics and Japan: Lessons in Growth (1980)
- Japan's Challenging Years: Reflections on My Lifetime (1983)

| Predecesor: Sunao Sonoda | Ministro de Relaciones Exteriores de Japón 1979 - 1980 | Sucesor: Masayoshi Itō |